# Caserne Létourneux
La Caserne Létourneux è un edificio storico della città di Montréal, in Canada. Quando è stato costruito era la caserma dei vigili del fuoco del quartiere di Maisonneuve, dal 2015 ospita il centro d'allenamento del Club de Foot Montréal, la squadra di calcio della città.

## L'edificio
La caserne venne costruita nel 1915 su progetto di Marius Dufresne, architetto locale che era stato a Chicago e aveva subito l'influenza del celebre Frank Lloyd Wright. L'edificio si sviluppa in orizzontale ed è costruito in pietra, arricchito da pilastri e colonne, al centro svetta una grande torre dove venivano riposti i tubi antincendio. Ha ospitato i vigili del fuoco e una caserma della polizia municipale fino al 1981.
Dal 1981 al 2002 l'edificio è stato abbandonato, mentre dal 2003 al 2012 ha ospitato il Théâtre Sans Fil, una compagnia specializzata in rappresentazioni teatrali con marionette giganti.
La Caserne Létourneux è tutelata dal Conseil du patrimoine de Montréal, l'organizzazione municipale che si occupa di proteggere il patrimonio culturale cittadino.

## Il centro d'allenamento dell'Impact
Nel settembre del 2014 l'edificio è stato acquistato dall'Impact de Montréal, come allora si chiamava la squadra di calcio cittadina che milita tuttora nella Major League Soccer, il massimo campionato nordamericano. Il club ha acquistato anche i terreni alle spalle della struttura, il Parc Champêtre, per trasformare l'intero complesso nel nuovo centro d'allenamento del club, a disposizione sia della prima squadra che del settore giovanile, l'Académie. L'investimento complessivo è stato di 16 milioni di dollari canadesi: 10 da parte del club e 6 da parte del comune, che ha finanziato in particolare il recupero della torre della Caserne.
I lavori sono iniziati nel febbraio del 2015, e già nell'estate dello stesso anno l'Impact ha potuto utilizzare i campi di calcio. Per il completamento dell'edificio si è dovuto attendere invece fino al 22 giugno del 2016, giorno dell'inaugurazione ufficiale. Il centro ha preso, per motivi di sponsorizzazione, il nome di Centre Nutrilait.
La struttura è dotata di quattro campi di calcio, due in erba naturale e due in erba sintetica, dove svolgono i propri allenamenti tutte le squadre del club. Inoltre i campi in sintetico sono a disposizione anche dei club giovanili del quartiere. All'interno dell'edificio si trovano gli spogliatoi, le palestre, una sala per fisioterapia e massaggi, una sala per i bagni terapeutici, la sala mensa con cucina annessa, un auditorium da 60 posti e una sala conferenze. Il centro è dotato anche di alcune sale dedicate allo svago e al tempo libero per i giocatori della prima squadra, nonché di due aule studio per i ragazzi del settore giovanile che fanno parte del programma scolastico-sportivo del club.